# Organizator personal
Un organizator personal, agenda de date, planificator zilnic, asistent personal analogic, planner tip carte, planificator anual, sau agenda( de la agenda ordine dezi din latină - lucruri de făcut), este o carte mică sau binder, care este proiectat pentru a fi portabil. De obicei, conține un jurnal, calendar, agendă de adrese, hârtie goală și alte secțiuni.  Organizatorul este un instrument personal și poate include și pagini cu informații utile, cum ar fi hărți și numere de telefon. Este legat de articolele de papetărie de birou care au una sau mai multe dintre aceleași funcții, cum ar fi stabilire întâlniri, rolodex- uri, caiete și almanahuri .
Au fost uneori denumiți ca filofax  mai ales în anii 1990. Filofax este, de asemenea, numele unei companii cu sediul în Marea Britanie care a produs o gamă de portofele organizatoare personale.
Până la sfârșitul secolului al XX-lea, organizatoarele personale din hârtie și liere au început să fie înlocuite cu dispozitive electronice, cum ar fi asistenții digitali personali (PDA), software-ul de gestionare a informațiilor personale și organizatorii online. Acest proces s-a accelerat la începutul secolului al XXI-lea odată cu apariția smartphone-urilor, a tabletelor, a ceasurilor inteligente și a unei varietăți de aplicații mobile.